# 徐嬌
徐嬌（英語：Josie Xu，1997年8月5日—），浙江寧波人，中国大陆女演員。

## 经历
徐嬌於2003年考入七色花艺术团，2004年参加了《宁波商帮》演出。2006年8月在一次面試時長髮的徐嬌以文靜小女生的姿態，被周星馳选中反串出演《长江七号》主角小迪，並與星輝公司簽訂8年合約。外間多有傳聞周星馳與徐嬌結為乾父女關係，但也有報導指周星馳未有正式與徐嬌上契。
2011年3月，徐嬌因出演臺灣導演的電影《星空》，於台北中正國中就讀，原计划体验生活2周，但3天后取消。2013年徐嬌宣傳電影時接受訪問透露将在8月底赴美留學6年。2015年徐嬌在微博透露患有良性縱隔腫瘤，需進行手術治療。

## 争议
2020年3月23日，因应嚴重特殊傳染性肺炎美国疫情肆虐，当时在美国进修的徐娇回国，之后接受居家隔离。而她居家隔离期间遭到网民质疑，认为违反浙江省疫情防控工作领导小组发布的集中隔离规定，更质疑其有“特權”。翌日，徐娇在微博發文解釋，澄清自己是嚴格遵從社區安排，並不是擁有特權。

## 影视作品

### 电影
| 上映年份 | 电影名           | 角色       | 备注       |
| 2008年   | 長江七號         | 周小狄     |            |
| 2009年   | 花木蘭           | 少女花木蘭 |            |
| 2010年   | 越光寶盒         | 小狄       | 特別演出   |
| 2010年   | 葉問前傳         | 童年李美慧 |            |
| 2010年   | 未來警察         | 周淇淇     |            |
| 2011年   | 戰國             | 狗子       |            |
| 2011年   | 星空             | 謝欣美     |            |
| 2012年   | 玩命時光         | 童年蘇梅   | 客串       |
| 2012年   | 大武當之天地密碼 | 唐寧       |            |
| 2013年   | 王牌巨猩         | 薇薇       |  |
| 2013年   | 聽見下雨的聲音   | 小瑜       |            |
| 2015年   | 通靈之六世古宅   | 葉子/樂融  |            |
| 2017年   | 會痛的十七歲     | 夏遠遠     |            |
| 2018年   | 畢業旅行笑翻天   | 林千琪     |            |
| 2019年   | 一生有你         | 方瑶       |            |
| 2022年   | 小心我會電到你   | 李貝貝     |            |
| 2024年   | 默殺             | 惠君       |            |
| 待上映   | 匿杀             |            |            |

### 电视剧
| 首播年份 | 剧名              | 角色   | 备注             |
| 2004年   | 寧波商幫          | --     | 電視紀錄片       |
| 2016年   | 幻城              | 星軌   |                  |
| 2017年   | 深夜食堂          | 奇奇   |                  |
| 2018年   | 初遇在光年之外    | 夏小詞 |                  |
| 2020年   | 最美逆行者        | 鄒小溪 | 单元《幸福社区》 |
| 2022年   | 星漢燦爛·月升滄海 | 程姎   | 網絡劇           |
| 2022年   | 運河邊的人們      | 路小惠 |                  |
| 2023年   | 泳往直前          | 梁冰冰 |                  |
| 2025年   | 掌心              | 伍顯兒 | 網絡劇           |

### 配音作品
| 上映年份 | 电影名            | 角色                 |
| -------- | ----------------- | -------------------- |
| 2009年   | 阿童木            | 阿童木（中國大陸版） |
| 2010年   | 長江7號愛地球     | 周小狄               |
| 2014年   | 龍之谷：破曉奇兵  | 莉雅                 |
| 2015年   | 長江7號超萌特攻隊 | 周小狄               |

### 綜藝節目
| 年份   | 節目名稱           | 備註     |
| 2016年 | 《我们来了第一季》 | 固定嘉賓 |
| 2018年 | 《我就是演员》     | 嘉賓     |

### 微电影
| 首播年份 | 剧名      | 角色                         |  |
| 2021年   | 《赢家2》 | 成都AG超玩會老帅(張宇辰)女儿 |  |

## 獎項

### 獎項紀錄
| 年份 | 典禮類型                    | 獎項             | 作品         | 結果 |
| ---- | --------------------------- | ---------------- | ------------ | ---- |
| 2008 | 第15屆北京大學生電影節      | 最佳新演員       | 《長江七號》 | 提名 |
| 2008 | 第29屆大眾電影百花獎        | 最佳新演員       | 《長江七號》 | 提名 |
| 2008 | 第5屆香港電影導演會年度大獎 | 年度新演員(金獎) | 《長江七號》 | 獲獎 |
| 2009 | 第1屆優質華語電影大獎       | 最佳女新人獎     | 《長江七號》 | 獲獎 |
| 2009 | 第3屆亞洲電影大獎           | 最佳新演員       | 《長江七號》 | 提名 |
| 2009 | 第9屆華語電影傳媒大獎       | 最佳新演員       | 《長江七號》 | 提名 |
| 2009 | 第28屆香港電影金像獎        | 最佳新演員       | 《長江七號》 | 獲獎 |
| 2010 | 第30屆大眾電影百花獎        | 最佳女配角       | 《花木蘭》   | 提名 |

### 其他
- “七色花优秀学员”（2004年）
- 全国《素质杯》少儿书画大赛铜奖（2005年）
- 全国《双龙杯》少儿杯书画大赛金奖（2006年）

## 外部連結
- 徐嬌的Instagram帳戶
- 徐嬌的博客 （页面存档备份，存于），網易博客
- 徐嬌的新浪微博
- 徐嬌 （页面存档备份，存于），星樂園介紹
- 徐嬌的哔哩哔哩个人空间
- 徐嬌在豆瓣上的资料（简体中文）
- 徐嬌在时光网上的簡介（简体中文）